# Jörg-Werner Mendel
Jörg-Werner Mendel (* 12. September 1962 in Münster) ist ein deutscher Jurist und amtierender Präsident des Luftfahrt-Bundesamtes (LBA).
Mendel wuchs in Bonn auf, wo er auf dem Beethoven-Gymnasium 1981 sein Abitur erwarb. Von 1972 bis 1976 absolvierte Mendel einen Teil seiner Schulzeit in Göteborg in Schweden. Nach dem Abitur leistete er bis Ende September 1982 seinen Wehrdienst bei der Luftwaffe ab. Anschließend begann er das Studium der Rechtswissenschaften an der Rheinischen Friedrich-Wilhelms-Universität Bonn, welches er 1988 mit dem ersten Staatsexamen abschloss. Sein Referendariat am Oberlandesgericht Köln beendete er 1991 mit dem zweiten Staatsexamen. Mendel arbeitete zunächst als wissenschaftlicher Mitarbeiter einer Bundestagsabgeordneten und wechselte 1992 als Referent für Luftsicherheit ins Bundesministerium für Verkehr. 1994 war Mendel dabei bereits für sechs Monate in Braunschweig beim LBA eingesetzt.
Von 1994 bis 1999 arbeitete Mendel im Verkehrsministerium in mehreren Abteilungen, die sich mit Schifffahrt und Schifffahrtspolitik beschäftigten. 1999 wurde er Leiter der Arbeitsgruppe Luftsicherheit, die ab 2002 zum Referat im Ministerium vergrößert wurde. Vom 1. Januar 2008 an vertrat Mendel die Bundesrepublik im Rat der internationalen Zivilluftfahrtorganisation (ICAO) in Montreal in Kanada. Das dort ansässige Büro untersteht ebenfalls dem Verkehrsministerium.
Am 1. Mai 2012 übernahm Mendel als siebter Präsident die Leitung des Luftfahrt-Bundesamts. Er war am 26. April 2012 vom Staatssekretär im Bundesministerium für Verkehr, Bau und Stadtentwicklung, Klaus-Dieter Scheurle, in sein Amt eingeführt worden.

## Privates
Mendel ist verheiratet und hat einen Sohn.